# Saint-Martin-de-Lenne
Saint-Martin-de-Lenne é uma comuna francesa na região administrativa de Occitânia, no departamento de Aveyron. Estende-se por uma área de 9,48 km². Em 2010 a comuna tinha 321 habitantes (densidade: 33,9 hab./km²).